# Добрин Петков
Добрин Христов Петков е български диригент.

## Биография

### Произход
Роден е на 24 август 1923 г. в Дрезден, Германия, където родителите му временно пребивават по здравословни причини.
Неговият баща Христо Добрев Петков (1893 – 1982), роден в София, е син на държавния и политически деец Добри Петков. Завършва право във Франция, където паралелно изучава и музика. Впоследствие се връща в България и се занимава с цигулкова педагогика до края на живота си.
Майката на Добрин Петков, Цветана Николова Зографова-Петкова (1899 – 1988), родена в Кюстендил, е една от дъщерите на активен участник в Македонското освободителното движение – часовникарят Никола Зографов. Учила е пеене във Виена. След завръщането си в България е примадона в Оперетния театър в София. Сключвайки брак с Христо Петков става учителка по музика и започва да концертира като камерна певица.

### Образование и професионална дейност
Музикалното си образование Добрин Петков започва през 1927 г. при своя баща, като до 1932 г. учи цигулка и участва в продукции и концерти.
През 1933 г. изнася първата си самостоятелна концертна програма като цигулар и пианист – акомпанятор. През 1935 г. дирижира детските опери „Сватбата на Мишока Мики“ и „Иванко“ в София и Белград. За последното е провъзгласен за почетен член на Белградската опера за 10 години. Същата година дава 20 самостоятелни концерта в България, както и един съвместен с Панчо Владигеров през 1937 г. в Белград. От 1937 до 1939 учи цигулка, пиано, композиция и диригентство в Royal College of Music в Лондон.
През 1944 г. отслужва военната си служба и е ранен с куршум в крака на фронта при Страцин, вследствие на което е уволнен. В периода 1946 – 1947 завършва Държавната музикална академия в София със специалност диригентство и композиция. На 1 декември 1950 г. е назначен за диригент в Русе. Работи като оперен и симфоничен диригент. Като педагог работи с всеки оркестрант и певец индивидуално. Като инструменталист–цигулар е солист в редовните концерти и член на квартет. За петте години, които работи в Русе Добрин Петков дирижира 143 оперни представления и над 100 концерта.
На 1 септември 1956 г. е назначен за диригент в Пловдивския държавен симфоничен оркестър, а от 16 юни 1962 г. е назначен за първи диригент на Софийска държавна филхармония и главен диригент на Софийска народна опера едновременно, по съвместителство. По свое желание той се отказва от заплатата си на второто място (Операта) и работи безвъзмездно, считайки че няма право на такъв приход, а също и отстоявайки нежеланието си да работи на тази длъжност. Заедно със Софийска филхармония имат турнета в Бейрут и Дамаск, в Гърция, Италия, Франция, СССР. Напуска филхармонията през 1969 г., след което следват 4 години, през които е хоноруван преподавател в Консерваторията.

Гостува многократно във всички български оркестри, както и в Унгария, Полша, Чехия, СССР, Куба, ГДР. В Пловдив поставя „Вълшебната флейта“. За втори път се връща като главен диригент в Пловдивския държавен симфоничен оркестър, където остава до смъртта си. Участват в турнета в ГДР, Чехия, Испания, Италия, СССР, Венецуела, Румъния, Гърция, Куба. През 1981 г. свирят във Франция в зала „Chatelet“, където са поканени заедно с Чикагската, Лионската, Берлинската и Бостънската филхармония. През 1986 г. прави поредната оперна постановка в Пловдив – „Отело“ от Верди. На него принадлежат и много първи изпълнения на български и чужди произведения. Особено внимание обръща на българските творци: 
| „ | За чуждите автори има кой да се грижи. За нашите трябва да се погрижим ние. | “ |

Умира в София на 10 февруари 1987 г.

## Памет
От 1995 г. Пловдивското училище за музикално и танцово изкуство носи неговото име 